# リチャード・ダヴランシュ (第2代チェスター伯)
第2代チェスター伯リチャード・ダヴランシュ（Richard d'Avranches, 2nd Earl of Chester, 1094年 - 1120年11月25日）は、初代チェスター伯ヒュー・ダヴランシュとエルマントルド・ド・クレルモンの息子。

## 生涯

### 生い立ち
リチャードは、初代チェスター伯ヒュー・ダヴランシュとその妻エルマントルド・ド・クレルモンの息子として1094年に生まれた。父ヒューは1101年に亡くなり、リチャードが伯位を継承した。リチャードは高齢であったため、成人するまでは家令による統治が行われたと考えられる。おそらく1107年にチェスター伯となった。リチャードは、ブロワ伯エティエンヌ2世とウィリアム征服王の娘アデラの娘であるマティルド・ド・ブロワと結婚した 。

### 軍歴
1114年、リチャードは20歳で軍事遠征に出征した。スコットランド王アレグザンダー1世と共に、アングロ＝ノルマン軍を率いてグウィネズへ進軍した。これは、イングランド王ヘンリー1世がグウィネズとグリフィズ・アプ・クヌンに対して組織した三方面作戦の一環であった。グリフィズは戦闘を恐れ、王の意向を汲んで忠誠の誓いと相応の賠償金を支払った。この遠征はすぐに失敗に終わり、リチャードはチェスターに戻った。

### ホワイトシップの遭難
チェスター伯ダヴランシュ家は、リチャードとその妻、そして庶出の異母兄弟オトゥアーが、イングランド王ヘンリー1世の王子ウィリアム・アデリンと共に、ホワイトシップの遭難にあい断絶した。船長は軽率にも出航を選んだが、船は水没した岩だらけの堤防に衝突し、転覆して沈没した。26歳のリチャード、妻マティルド、そして異母兄弟オトゥアーは皆溺死した。
ヒューには他に適切な男子の継承者がいなかったため、1121年に父ヒューの妹モードの息子で、リチャードの従兄弟にあたるラヌルフ1世が伯位を継承した。